# Щепин-Оболенский, Дмитрий Дмитриевич
Князь Дмитрий Дмитриевич Щепин-Оболенский — наместник и воевода на службе у Московского князя Василия III. Один из представителей княжеского рода Щепиных-Оболенских, отрасли князей Оболенских. Рюрикович в XIX поколении. Сын родоначальника рода Щепиных Дмитрия Семёновича Оболенского-Щепы. Одновременно с ним московскому князю служили ещё шесть его братьев: Иван Золотой, Семён Серебряный, Даниил, Никита, Фёдор Шафырь.

## Биография
Вместе со своим братом Борисом и многими другими князьями, подписался под поручительством за князя Михаила Глинского (февраль 1527).
Наместник и воевода в Гомеле (1535), не сумел отстоять город от литовцев, которые осадили его в июне того же года. По одним сведениям он просто ушел в Москву с людьми и огнестрельным оружием, по другим сдал город литовцам, за что был посажен в тюрьму. Наместник в Рязани (1543-1544).
Владел поместьями в Тверском уезде (1539). Жена Аксинья, помещица Тверского уезда, имели бездетного сына, воеводу Ивана Дмитриевича Сухорук, которому перешли имения отца и на ком пресёкся род Щепины-Оболенские.